# Świadkowie Jehowy w Andorze

Andora na globie ziemskim

Świadkowie Jehowy w Andorze – społeczność wyznaniowa w Andorze, należąca do ogólnoświatowej wspólnoty Świadków Jehowy, licząca w 2023 roku 174 głosicieli, należących do 3 zborów – hiszpańskojęzycznego, katalońskojęzycznego i portugalskojęzycznego w stolicy. Na dorocznej uroczystości Wieczerzy Pańskiej w 2023 roku zgromadziło się 351 osób. Świadkowie Jehowy wyróżniają się jako religia, która – oprócz dominującego Kościoła rzymskokatolickiego – w zorganizowany sposób działa w tym kraju, chociaż żyją tu również wyznawcy innych religii i wyznań. Działalność miejscowych wyznawców koordynuje hiszpańskie Biuro Oddziału w Madrycie.

## Historia

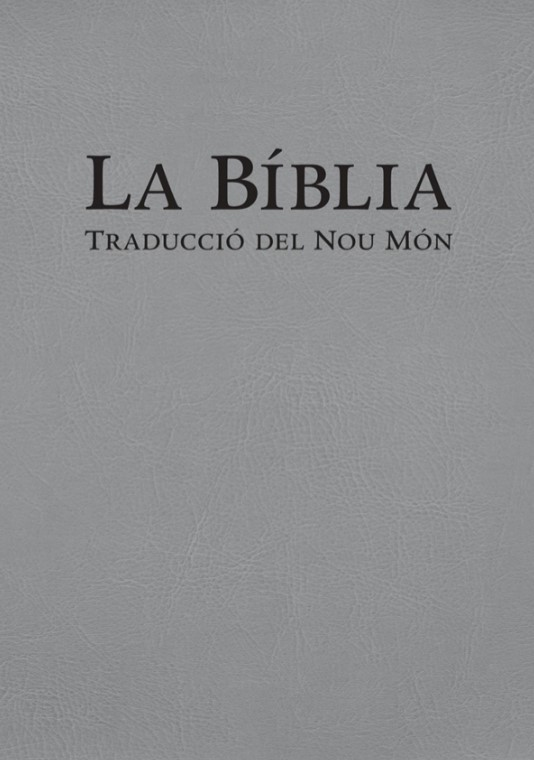
Pismo Święte w Przekładzie Nowego Świata (wyd. katalońskojęzyczne z 2022 roku)

Przed rokiem 1960 hiszpańscy Świadkowie Jehowy prowadzili tu działalność sporadycznie. W 1962 roku przeniosła się tu pewna rodzina z Barcelony i zaczęła regularną działalność kaznodziejską. W ciągu kilku lat powstała tu grupa Świadków Jehowy, zasilana przez hiszpańskich i francuskich współwyznawców. Wkrótce powstała Sala Królestwa i zbór. 14 grudnia 2006 r. uzyskano status prawny, o który ubiegano się od 1973 roku. W 2008 roku powstał trzeci zbór. W roku 2010 zanotowano liczbę 198 głosicieli. 2 kwietnia 2022 roku Alberto Rovira, członek hiszpańskiego Komitetu Oddziału, w internetowym przekazie na żywo, ogłosił wydanie Pisma Świętego w Przekładzie Nowego Świata w języku katalońskim.
Zebrania zborowe odbywają się w języku: angielskim, hiszpańskim, katalońskim i portugalskim.

## Statystyki

### Liczba głosicieli (w tym pionierów)
Dane na podstawie oficjalnych raportów o działalności:
- najwyższa liczba głosicieli osiągnięta w danym roku służbowym[b] (liczby nad słupkami na wykresie)
- przeciętna liczba pionierów w danym roku służbowym (ciemniejszym odcieniem, liczby na słupkach wykresu; od 2017 roku uwzględnia tylko pionierów pełnoczasowych, bez pomocniczych)